# Vang Sogn
Vang Sogn er et sogn i Thisted Provsti (Aalborg Stift).
Vang Sogn hørte til Hundborg Herred i Thisted Amt. Sognet var en selvstændig sognekommune, da den ved kommunalreformen i 1970 blev indlemmet i Thisted Kommune.
I Vang Sogn ligger Vang Kirke.
I sognet findes følgende autoriserede stednavne:
- Diernæs Mark (bebyggelse)
- Flegkær Sande (areal)
- Glynebakke (areal)
- Grubebakke (areal)
- Høbjerg (areal)
- Klokrøgel (areal)
- Korsgård Rimme (areal)
- Kronenshede (bebyggelse, ejerlav)
- Manrimme (areal)
- Nystrup (bebyggelse, ejerlav)
- Nystrup Plantage (areal)
- Nystrup Sande (areal)
- Rødbakke (areal)
- Sadelbakke Rimme (areal)
- Sjørring Sø (areal)
- Skårhede (bebyggelse)
- Skårupeng Sande (areal)
- Studebakke (areal)
- Svalhøje (areal)
- Tingbakke (areal)
- Trabsande (areal)
- Tvedsrimme (areal)
- Tvorup (bebyggelse, ejerlav)
- Tvorup Klitplantage (areal)
- Vandet Sø (vandareal)
- Vang (bebyggelse, ejerlav)
- Vangså (bebyggelse, ejerlav)
- Vegebjerg (areal)